# Бун (Північна Кароліна)
Бун (англ. Boone) — місто (англ. town) в США, в окрузі Вотоґа штату Північна Кароліна. Населення — 19 092 особи (2020).

## Географія
Бун розташований за координатами 36°12′46″ пн. ш. 81°40′8″ зх. д. / 36.21278° пн. ш. 81.66889° зх. д. (36.212829, -81.668935).  За даними Бюро перепису населення США в 2010 році місто мало площу 15,92 км², з яких 15,88 км² — суходіл та 0,04 км² — водойми.

### Клімат
| Клімат : Бун            | Клімат : Бун | Клімат : Бун | Клімат : Бун | Клімат : Бун | Клімат : Бун | Клімат : Бун | Клімат : Бун | Клімат : Бун | Клімат : Бун | Клімат : Бун | Клімат : Бун | Клімат : Бун | Клімат : Бун |
| Показник                | Січ.         | Лют.         | Бер.         | Квіт.        | Трав.        | Черв.        | Лип.         | Серп.        | Вер.         | Жовт.        | Лист.        | Груд.        | Рік          |
| Абсолютний максимум, °C | 21,1         | 22,2         | 26,1         | 29,4         | 29,4         | 32,8         | 33,9         | 32,8         | 30,0         | 30,0         | 24,4         | 22,2         | 33,9         |
| Середній максимум, °C   | 5,3          | 7,0          | 11,2         | 16,3         | 20,7         | 24,4         | 26,1         | 25,6         | 22,3         | 17,3         | 12,3         | 6,9          | 16,3         |
| Середня температура, °C | −0,4         | 1,1          | 4,8          | 9,6          | 14,3         | 18,3         | 20,3         | 19,7         | 16,2         | 10,8         | 5,9          | 1,2          | 10,2         |
| Середній мінімум, °C    | −6,3         | −4,9         | −1,6         | 2,9          | 7,8          | 12,3         | 14,5         | 13,8         | 10,1         | 4,2          | −0,5         | −4,6         | 4,0          |
| Абсолютний мінімум, °C  | −31,1        | −22,2        | −21,1        | −10          | −3,3         | 2,2          | 4,4          | 3,3          | −1,1         | −7,8         | −12,2        | −23,9        | −31,1        |
| Норма опадів, мм        | 96           | 100          | 121          | 114          | 113          | 130          | 127          | 130          | 113          | 91           | 114          | 94           | 1339         |
| Днів з опадами          | 11,4         | 11,0         | 11,6         | 12,0         | 13,3         | 13,5         | 13,5         | 12,6         | 10,0         | 9,1          | 9,7          | 11,3         | 139,0        |
| Днів зі снігом          | 4,5          | 4,0          | 2,2          | 1,3          | 0            | 0            | 0            | 0            | 0            | 0,1          | 0,8          | 3,2          | 16,2         |
| ----------------------- | ------------ | ------------ | ------------ | ------------ | ------------ | ------------ | ------------ | ------------ | ------------ | ------------ | ------------ | ------------ | ------------ |
| Джерело: NOAA           |              |              |              |              |              |              |              |              |              |              |              |              |              |

## Демографія
Згідно з переписом 2010 року, у місті мешкали 17 122 особи в 5755 домогосподарствах у складі 1342 родин. Густота населення становила 1075 осіб/км².  Було 6253 помешкання (393/км²).
Расовий склад населення:
| - 92,0 % — білих - 3,5 % — чорних або афроамериканців - 1,6 % — азіатів - 0,2 % — корінних американців - 1,0 % — осіб інших рас |

До двох чи більше рас належало 1,7 %. Частка іспаномовних становила 3,3 % від усіх жителів.
За віковим діапазоном населення розподілялося таким чином: 5,1 % — особи молодші 18 років, 88,1 % — особи у віці 18—64 років, 6,8 % — особи у віці 65 років та старші. Медіана віку мешканця становила 21,5 року. На 100 осіб жіночої статі у місті припадало 92,4 чоловіків;  на 100 жінок у віці від 18 років та старших — 92,0 чоловіків також старших 18 років.
Середній дохід на одне домашнє господарство  становив 35 452 долари США (медіана — 13 149), а середній дохід на одну сім'ю — 89 706 доларів (медіана — 72 760). Медіана доходів становила 40 468 доларів для чоловіків та 38 194 долари для жінок. За межею бідності перебувало 64,5 % осіб, у тому числі 4,5 % дітей у віці до 18 років та 1,6 % осіб у віці 65 років та старших.
Цивільне працевлаштоване населення становило 7091 особа. Основні галузі зайнятості: освіта, охорона здоров'я та соціальна допомога — 33,1 %, мистецтво, розваги та відпочинок — 31,3 %, роздрібна торгівля — 15,4 %, науковці, спеціалісти, менеджери — 4,9 %.